# Mohamed Farès
Mohamed Salim Farès (ur. 15 lutego 1996 w Aubervilliers) – algierski piłkarz francuskiego pochodzenia występujący na pozycji pomocnika we włoskim klubie Brescia oraz w reprezentacji Algierii. Wychowanek Bordeaux, w trakcie swojej kariery grał także w takich zespołach, jak Hellas Verona, SPAL oraz Lazio.